# Surena (marzobã)
Surena (Suren; m. 23 de fevereiro de 572), ainda conhecido como Xir Gusnaspe (Šihr-Gušnasp) e Jir-Vesnasbe (Jihr-Vešnasb), foi um nobre sassânida da casa de Surena que tornou-se marzobã da Armênia entre 564 e 572. Talvez possa ser associado ao Surena, pai de Mebodes.

## Nome
Surena é a forma latina do parta, persa médio e siríaco Surém (Sūrēn), que derivou do iraniano antigo Suraina (*Sūr-aina-; de *sūra-, "forte, heroico"). Essas formas podem ter se originado da junção de *sūra- com a partícula sufixal -ēn. Foi registrado em bactrio como Soreno (Σορηνο), em grego como Surenas (Σουρήνᾱς; Sourénās) e em armênio como Surém (Սուրեն, Surēn). Nos Períodos Arsácida e Sassânida, em geral tratava-se de um sobrenome de uma das grandes famílias de origem parta que governavam o planalto Iraniano.

## Vida
Surena era membro da Casa de Surena, um dos grandes clãs partas, e parente do xá Cosroes I (r. 531–579). Surena gozou de alto estatuto e serviu como azarapates (hazarapet em armênio) ou primeiro-ministro da Armênia. Em 561, participou das discussões com o emissário bizantino Pedro, o Patrício sobre a Suânia e foi um dos persas que pouco tempo depois concluíram a Paz de 50 anos com os bizantinos que terminou a Guerra Lázica. Em 564, foi nomeado o marzobã armênio em sucessão de Varasdates.
À época, a nobreza armênia estava dividida em dois grupos, a nacional chefiada pela família Mamicônio e a pró-persa dirigida pela família Siuni. Foi então que Vaanes, príncipe de Siúnia, decidiu se dissociar da Armênia para não sofrer a influência moral que Vardanes III Mamicônio exercia sobre a Armênia por intermédio do católico residente em Dúbio, João II de Gabélia (r. 557–574). Ele pediu a Cosroes I para erigir sua capital, e o rei concordou.
Ignorando as instruções do xá, Surena decidiu impor o masdeísmo na Armênia. Construiu um templo de fogo em Dúbio e adotou uma política de coerção contra os cristãos. Para minar a resistência do partido nacional, atormentou a aristocracia local e capturou as mulheres nobres. Também assassinou, em 571 ou 572, Manuel II, irmão de Vardanes. Exasperado, o clero cristão e a nobreza feudal insurgiram-se em uma revolta liderada por Vardanes e pelo católico João, durante o qual Surena foi morto por Vardanes. Esse ato foi o estopim de uma nova guerra entre bizantinos e sassânidas.